# Santa Maria del Parto a Mergellina
Santa Maria del Parto a Mergellina (Presveta Marija od rođenja u Mergellini) je crkva koja se nalazi u kvartu Chiaia u Napulju, južna Italija. Crkva je neobično smještena na vrhu privatne zgrade i pristupa joj se stubištem, smještenim iza restorana koji se nalazi na trgu Mergellina.

## Povijest
Crkvu je osnovao pjesnik Jacopo Sannazaro na zemljištu koje mu je darovao aragonski kralj Fridrik I. 1497. godine. Godine 1526. Sannazaro je napisao pjesmu na latinskom heksametru pod naslovom De partus Virginis (Rođenje Djevice) koja je pomogla da crkva dobije ime. Crkva je dovršena nedugo prije nego što je pjesnik umro 1530. godine, darovana je redovnicima Santa Maria dei Servi. Sannazzarova grobnica nalazi se iza oltara. Donja crkva je izvorno bila posvećena Vergine del Parto (Djevica rođenja) i kasnije pretvorena u kriptu. Pogrebna kapela je izvorno bila posvećena San Nazariju, a kasnije je pretvorena u crkvu "Santa Maria del Parto". Godine 1886. crkva je proglašena nacionalnim spomenikom i postala je vlasništvo države. 

## Umjetnost i arhitektura
Glavno djelo u crkvi je polupoganska grobnica pjesnika, predstavljena na pijedestalu pod imenom Actius Sincerus i okrunjena Fameom na fresci Niccolòa Rossija, Giordanovog sljedbenika. Kip, sa svojom složenom poganskom ikonografijom (1537.), postavljen je u koru iza oltara, a izgradili su ga kipari Bartolomeo Ammannati, Giovanni Angelo Montorsoli i Francesco Ferrucci, iako ga je inicirao Girolamo Santacroce Mramor je kupljen 1537. Niša je inspirirana ambijentom Arkadije, ima i prikaze Neptuna s trozubom, Pana i nimfe Sirinke, svi plešući i pjevajući hvalospjeve našem pjesniku, te satira koji zadivljeno gleda. Raspored neki smatraju s neskladnom kompozicijom i s pretjeranim pokretima figura.
Kipovi Apolona i Minerve nalaze se na bočnim stranama grobnice, međutim, s obzirom na njihov položaj u crkvi, njihova postolja označena su Davidom i Juditom. Epitaf venecijanskog kardinala Pietra Bemba, tajnika pape Lava X., u podnožju grobnice, glasi: Od cvijeta do svetog pepela, ovdje leži slavni i iskreni Sannazaro, blizu Vergilija u poeziji kao u grobu Vergilijev grob je pronađen u blizini Napulja.
Kapela sadrži slike s arkadskom i mitološkom ikonografijom. Također sadrži freske Susreta Abrahama i tri anđela ; na stropu su naslikane 'Astronomija, Filozofija, Gramatika i Retorika (1699.). U ulaznom luku Putti je raširio cvijeće na fresci Giovana Bernarda Lame. Pločnik (1561.) napravio je Fabrizio Manlio di Barletta
U kapeli u blizini prezbiterija, uljana slika Bogojavljenja pripisuje se Janu van Eycku ; ova je slika, tvrdio je Vasari, bila prvo ulje na platnu u Italiji. Ostala značajna djela građevine su dva kipa koje su isklesala braća nasljednici Jacopa i Sannazara, mladi lik s knjigom u ruci, crvotočni (ali restaurirani) ostaci scene rođenja Giovannija da Nole.
U prvoj kapeli s desne strane oltara nalazi se slika svetog Mihaela arkanđela koji prodire grlo zmijolikog Lucifera, obično poznatog kao Vrag iz Mergelline, za kojeg se tradicionalno vjeruje da prikazuje ozloglašenu mladu Napuljku koja je iskušala Diomeda Carafu, tadašnjeg biskupa od Ariana. Sveti Mihovil ju pobjeđuje u pobjedi nad svjetovnim iskušenjem ("ella morta giace in ogni luogo e viva sta in ogni luogo" što u prijevodu znači "ona je posvuda mrtva, a posvuda je živa".

Priča se da je ovdje pokopan španjolski slikar Jusepe de Ribera.
- Glavni oltar
- Grobnica Jacopa Sannazara, detalj kipa Minerve, (Ammannati).

## Vanjske poveznice
|  | Zajednički poslužitelj ima još gradiva o temi Santa Maria del Parto a Mergellina |

- Crkva Santa Maria del Parto su Napoligrafia
- Službena stranica Santa Maria del Parto